# Thiemitz (Wallenfels)

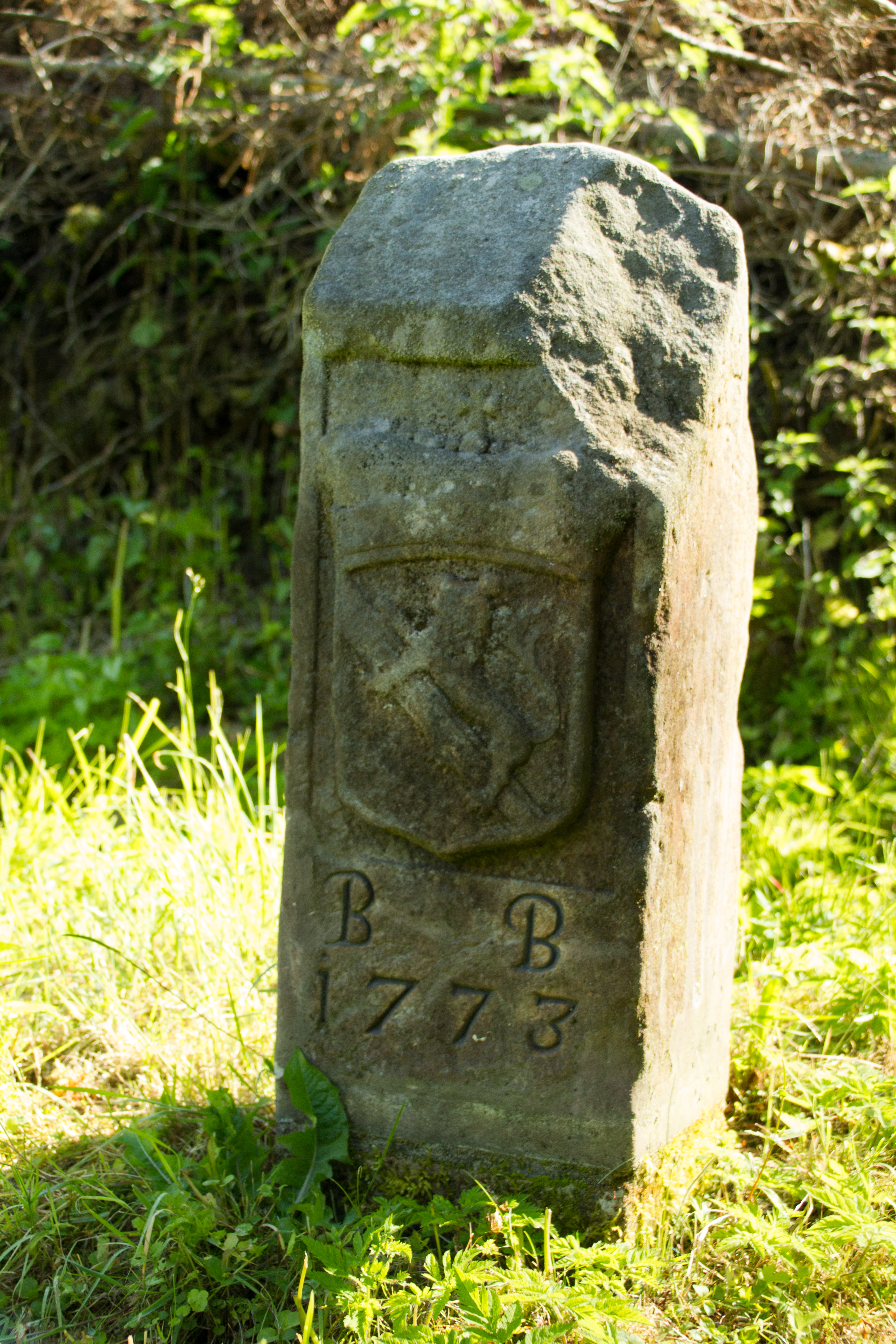
Grenzstein

Thiemitz ist ein Gemeindeteil der Stadt Wallenfels im Landkreis Kronach (Oberfranken, Bayern).

## Geographie
Die Einöde liegt am gleichnamigen Fluss und an einem namenlosen Bach, die dort als rechter Zufluss in die Thiemitz mündet, und ist von bewaldeten Anhöhen umgeben. Unmittelbar östlich befinden sich die Anwesen von Untere Thiemitz. Die Kreisstraße KC 2/HO 32 führt an Räumlasmühle vorbei nach Thiemitz (1,7 km nordöstlich) bzw. an der Lorchenmühle vorbei zur Kreisstraße HO 28 bei Kleinthiemitz (2,5 km südwestlich), die unmittelbar westlich in die Bundesstraße 173 mündet.

## Geschichte
Thiemitz wurde in der ersten Hälfte des 19. Jahrhunderts auf dem Gemeindegebiet Schnaid gegründet. Am 1. Januar 1972 wurde Thiemitz im Zuge der Gebietsreform in Bayern nach Wallenfels eingegliedert.

### Baudenkmal
- Grenzstein

### Einwohnerentwicklung
| Jahr      | 001854 | 001861 | 001871 | 001885 | 001900 | 001925 | 001950 | 001961 | 001970 | 001987 |
| Einwohner |        | 22     | 20     | 19     | 21     | 28     | 20     | 14     | 8      | 4      |
| Häuser    | 3      |        |        | 4      | 4      | 4      | 3      | 2      |        | 1      |
| Quelle    | [ 4 ]  | [ 6 ]  | [ 7 ]  | [ 8 ]  | [ 9 ]  | [ 10 ] | [ 11 ] | [ 12 ] | [ 13 ] | [ 1 ]  |

## Religion
Der Ort ist römisch-katholisch geprägt und war ursprünglich nach Mariä Geburt (Steinwiesen) gepfarrt, seit Anfang des 20. Jahrhunderts ist die Pfarrei St. Thomas (Wallenfels) zuständig.